# والرتایم
والرتایم (به آلمانی: Wallertheim) یک شهر در آلمان است که در آلزی-ورمز واقع شده‌است. والرتایم ۱٬۸۳۰ نفر جمعیت دارد.